# Godisson
Godisson é uma comuna francesa na região administrativa da Normandia, no departamento Orne. Estende-se por uma área de 6,18 km². Em 2010 a comuna tinha 112 habitantes (densidade: 18,1 hab./km²).